# Diócesis de Yokohama
La diócesis de Yokohama (en latín: Dioecesis Yokohamaën(sis) y en japonés: カトリック横浜司教区) es una circunscripción eclesiástica latina de la Iglesia católica en Japón, sufragánea de la arquidiócesis de Tokio. La diócesis tiene al obispo Rafael Masahiro Umemura como su ordinario desde el 16 de marzo de 1999. 

## Territorio y organización
La diócesis tiene 28 220 km² y extiende su jurisdicción sobre los fieles católicos de rito latino residentes en las prefecturas de Kanagawa (en la región de Kantō), Nagano, Shizuoka y Yamanashi (las 3 en la región de Chūbu).
La sede de la diócesis se encuentra en la ciudad de Yokohama, en donde se halla la Catedral del Sagrado Corazón.
En 2020 en la diócesis existían 89 parroquias.

## Historia
La diócesis fue erigida el 9 de noviembre de 1937 con la bula Quod iamdiu del papa Pío XI, obteniendo el territorio de la arquidiócesis de Tokio.
El 4 de enero de 1939 cedió una parte de su territorio para la erección de la prefectura apostólica de Urawa (hoy diócesis de Saitama) mediante la bula Quo uberiores del papa Pío XI.

## Estadísticas
De acuerdo al Anuario Pontificio 2021 la diócesis tenía a fines de 2020 un total de 55 251 fieles bautizados.
| Año                                                                             | Población            | Población  | Población      | Sacerdotes | Sacerdotes    | Sacerdotes    | Bautizados por sacerdote | Diáconos permanentes | Religiosos | Religiosos | Parroquias |
| Año                                                                             | Bautizados católicos | Total      | % de católicos | Total      | Clero secular | Clero regular | Bautizados por sacerdote | Diáconos permanentes | Varones    | Mujeres    | Parroquias |
| ------------------------------------------------------------------------------- | -------------------- | ---------- | -------------- | ---------- | ------------- | ------------- | ------------------------ | -------------------- | ---------- | ---------- | ---------- |
| 1950                                                                            | 7630                 | ?          | ?              | 15         | 15            |               | 508                      |                      | 51         | 284        | 34         |
| 1970                                                                            | 29 777               | 11 244 335 | 0.3            | 160        | 24            | 136           | 186                      |                      | 191        | 735        | 24         |
| 1980                                                                            | 37 366               | 13 181 944 | 0.3            | 152        | 79            | 73            | 245                      |                      | 112        | 638        | 45         |
| 1990                                                                            | 45 858               | 14 582 123 | 0.3            | 139        | 33            | 106           | 329                      |                      | 133        | 577        | 97         |
| 1999                                                                            | 52 554               | 15 274 683 | 0.3            | 144        | 41            | 103           | 364                      | 1                    | 118        | 635        | 84         |
| 2000                                                                            | 52 867               | 15 336 592 | 0.3            | 147        | 44            | 103           | 359                      | 1                    | 124        | 634        | 84         |
| 2001                                                                            | 51 998               | 15 375 429 | 0.3            | 145        | 45            | 100           | 358                      | 1                    | 121        | 597        | 84         |
| 2002                                                                            | 52 398               | 15 466 460 | 0.3            | 137        | 45            | 92            | 382                      | 1                    | 111        | 585        | 84         |
| 2003                                                                            | 52 764               | 15 534 092 | 0.3            | 130        | 40            | 90            | 405                      | 1                    | 109        | 578        | 84         |
| 2004                                                                            | 53 514               | 15 596 956 | 0.3            | 129        | 42            | 87            | 414                      | 1                    | 105        | 569        | 84         |
| 2010                                                                            | 56 376               | 15 823 163 | 0.4            | 116        | 43            | 73            | 486                      |                      | 93         | 599        | 84         |
| 2014                                                                            | 54 906               | 15 922 634 | 0.3            | 105        | 47            | 58            | 522                      |                      | 77         | 571        | 95         |
| 2017                                                                            | 54 621               | 15 750 398 | 0.3            | 94         | 49            | 45            | 581                      |                      | 51         | 483        | 91         |
| 2020                                                                            | 55 251               | 15 700 471 | 0.4            | 96         | 48            | 48            | 575                      |                      | 56         | 489        | 89         |
| Fuente: Catholic-Hierarchy, que a su vez toma los datos del Anuario Pontificio. |                      |            |                |            |               |               |                          |                      |            |            |            |

## Episcopologio
- Jean-Baptiste-Alexis Chambon, M.E.P. † (9 de noviembre de 1937-12 de noviembre de 1940 renunció[4])
  - Sede vacante (1940-1947)
- Thomas Asagoro Wakida (Wakita) † (25 de marzo de 1947-5 de julio de 1951 renunció[5])
- Luke Katsusaburo Arai † (13 de diciembre de 1951-30 de octubre de 1979 retirado)
- Stephen Fumio Hamao † (30 de octubre de 1979-15 de junio de 1998 nombrado presidente del Pontificio Consejo para la Pastoral de los Emigrantes e Itinerantes)
- Rafael Masahiro Umemura, desde el 16 de marzo de 1999